# Liste der mit der London School of Economics assoziierten Personen
Unten stehend findet sich eine nach Berufsgruppen geordnete Übersicht solcher mit der London School of Economics and Political Science verbundenen bedeutenden Alumni oder Dozenten. Die Liste erhebt keinen Anspruch auf Vollständigkeit.

## Nobelpreisträger
- George A. Akerlof (* 1940), Nobelpreis für Wirtschaftswissenschaften 2001
- Óscar Arias Sánchez (* 1940), Friedens-Nobelpreis 1987, Präsident von Costa Rica
- Ralph Bunche (1904–1971), Friedens-Nobelpreis 1950
- Ronald Coase (1910–2013), Nobelpreis für Wirtschaftswissenschaften 1991
- Friedrich Hayek (1899–1992), Nobelpreis für Wirtschaftswissenschaften 1974
- John Richard Hicks (1904–1989), Nobelpreis für Wirtschaftswissenschaften 1972
- Arthur Lewis (1915–1991), Nobelpreis für Wirtschaftswissenschaften 1979
- James Meade (1907–1995), Nobelpreis für Wirtschaftswissenschaften 1977
- Merton Miller (1923–2000), Nobelpreisträger für Wirtschaftswissenschaften 1990
- Robert Mundell (1932–2021), Nobelpreis für Wirtschaftswissenschaften 1999
- Philip Noel-Baker (1889–1982), Friedens-Nobelpreis 1959
- Bertrand Russell (1872–1970), Literatur-Nobelpreis 1950
- Amartya Sen (* 1933), Nobelpreis für Wirtschaftswissenschaften 1998
- George Bernard Shaw (1856–1950), Literatur-Nobelpreis 1925
- Leonid Hurwicz (1917–2008), Nobelpreis für Wirtschaftswissenschaften 2007
- Paul Krugman (* 1953), Nobelpreis für Wirtschaftswissenschaften 2008
- Christopher Pissarides (* 1948), Nobelpreis für Wirtschaftswissenschaften 2010

## Politiker und Staatsoberhäupter
- Harmodio Arias (1886–1962), Präsident der Republik Panama 1932–1936
- Pedro Gerardo Beltran Espanto (1897–1979), Regierungschef von Peru 1959–1961
- Errol Walton Barrow (1920–1987), Premierminister von Barbados 1962–1966, 1966–1976, 1986–1987
- Annalena Baerbock (* 1980), MdB, seit Dezember 2021 deutsche Außenministerin
- Mevlüt Çavuşoğlu (* 1968), Präsident der Parlamentarischen Versammlung des Europarates, türkischer Politiker
- Emre Gönensay (* 1937), türkischer Ökonom und Außenminister der Türkei
- Heinrich Brüning (1885–1970), deutscher Reichskanzler (1930–1932)
- Kim Campbell (* 1947), Premierministerin von Kanada Juni–November 1993
- Jorge Carpizo MacGregor (1944–2012), mexikanischer Jurist, Politiker und ehemaliger Rektor der UNAM
- Eugenia Charles (1919–2005), Regierungschef von Dominica 1980–1995
- John Compton (1925–2007), Ministerpräsident von St. Lucia 1964–1979 & 1982–1996
- Ralf Dahrendorf (1929–2009), deutsch-englischer Soziologe und Politiker 1953–1956 Ph.D.
- Saif al-Islam al-Gaddafi (* 1972), Sohn von Muammar al-Gaddafi
- Thanin Kraivichien (1927–2025), Regierungschef von Thailand 1976–77
- Yu Kuo-Hwa (1914–2000), Premierminister der Republik China (Taiwan) 1984–1989
- Jomo Kenyatta (1893–1978), Präsident von Kenia 1964–1978
- Hilla Limann (1934–1998), Präsident von Ghana 1979–1981
- Pumarejo Alfonso Lopez, Präsident von Kolumbien 1934–1938, 1942–1945
- Haakon Magnus (* 1973), Kronprinz von Norwegen
- Michael Manley (1924–1997), Premierminister von Jamaika 1972–1980, 1989–1992
- Kamisese Mara (1920–2004), Premierminister von Fidschi 1970–1992, Präsident von Fidschi 1994–2000
- Kemal Derviş (1949–2023), Vizepräsident der Weltbank 1996–2001, Finanz- und Wirtschaftsminister der Türkei 2001–2002
- Margrethe II. (* 1940), Königin von Dänemark seit 1972
- Ed Miliband (* 1969), britischer MP, Energieminister unter Gordon Brown, Vorsitzender der Labour Party
- Kwame Nkrumah (1909–1972), Präsident von Ghana 1960–1966
- Lai Shin-yuan (* 1956), taiwanesische Politikerin
- Giorgos Andrea Papandreou (* 1952), Ministerpräsident von Griechenland 2009–2011
- Peter Orszag (* 1968), Wirtschaftswissenschaftler, Direktor des US Congressional Budget Office und Mitglied im Kabinett Barack Obama
- Percival James Patterson (* 1935), Premierminister von Jamaika seit 1992
- Richard Perle (* 1941), amerikanischer Politiker und neokonservativer Intellektueller
- Romano Prodi (* 1939), Ministerpräsident von Italien 1996–1998 und 2006–2008 sowie Präsident der Europäischen Kommission 1999–2004
- Navinchandra Ramgoolam (* 1947), Regierungschef von Mauritius 1995–2000
- Veerasainy Ringadoo (1920–2000), Präsident von Mauritius März–Juni 1992
- Robert Rubin (* 1938), amerikanischer Finanzminister, Investmentbanker und Berater Barack Obamas'
- Moshe Sharett (1894–1965), Premierminister von Israel 1953–1955
- Konstantinos Simitis (1936–2025), Ministerpräsident von Griechenland 1996–2004
- Pierre Trudeau (1919–2000), Premierminister von Kanada 1968–1979, 1980–1984
- Fred Tuckman (1922–2017), konservatives britisches Mitglied deutscher Abstammung des Europaparlaments von 1979 bis 1989
- Ursula von der Leyen (* 1958), ehemalige deutsche Bundesministerin für Verteidigung, seit 2019 Präsidentin der EU-Kommission[1]
- Paul Volcker (1927–2019), Leiter der amerikanischen Federal Reserve, Berater Barack Obamas
- August Zaleski (1883–1972), polnischer Politiker, Staatspräsident von Polen im Exil 1947–1972
- Olivier Adam, französischer UN-Diplomat, seit 2017 Leiter des UNV
- Markus Gstöttner (* 1986), österreichischer Politiker, seit 2021 Kabinettschef Karl Nehammers
- Stian Jenssen (* 1978), norwegischer Ministerialbeamter, Büroleiter des NATO-Generalsekretärs

## Professoren(exkl. Nobelpreisträger)
- Daron Acemoğlu (* 1967), amerikanisch-türkischer Ökonom, Gewinner der John Bates Clark Medal 2005[2]
- Joseph Agassi (1927–2023), israelischer Philosoph
- Helmut Anheier, von 2009 bis 2018 Leiter der Hertie School of Governance[3]
- William Henry Beveridge (1879–1963), britischer Ökonom und Leiter der LSE 1919–1937
- Nick Bostrom (* 1973), britischer Philosoph und Leiter des Oxford Future of Humanity Institute[4]
- Peter Thomas Bauer (1915–2002), britischer Ökonom
- William Warren Bartley (1934–1990), US-amerikanischer Philosoph
- Ulrich Beck (1944–2015), deutscher Soziologe[5]
- Nancy Cartwright (* 1944), bedeutende Wissenschaftstheoretikerin[6]
- Daniel Dennett (1942–2024), amerikanischer Philosoph[7]
- Norbert Elias (1897–1990), deutsch-britischer Soziologe
- Paul Feyerabend (1924–1994), österreichischer Philosoph
- Ernest Gellner (1925–1995), tschechoslowakisch-britischer Anthropologe, Soziologe und Philosoph
- Anthony Giddens (* 1938), britischer, weltweit am häufigsten zitierter Soziologe, Präsident der LSE 1997–2003
- Christopher Greenwood (* 1955), britischer Professor für Völkerrecht und Richter am Internationalen Gerichtshof
- David Graeber (1961–2020)
- Fred Halliday (1946–2010), irischer Politikwissenschaftler
- David Held (1951–2019), britischer Politikwissenschaftler
- David Forbes Hendry (* 1944), bedeutender britischer Ökonometriker
- John Atkinson Hobson (1858–1940), britischer Publizist und Ökonom
- Florian Hoffmann (* 1972), deutscher Politik- und Rechtswissenschaftler
- Dirk Kaesler (* 1944), deutscher Soziologe
- Paul Kennedy (* 1945), britischer Historiker und Politikwissenschaftler
- Mervyn Allister King (* 1948), Gouverneur der Bank of England
- Manfred Lachs (1914–1993), polnischer Diplomat, Rechtswissenschaftler und Hochschullehrer, Präsident des Internationalen Gerichtshofs (1973–1976)
- Imre Lakatos (1922–1974), ungarischer Philosoph
- Harold Laski (1893–1950), britischer Ökonom und ehemaliger Vorsitzender der Labor-Party
- Michael Mann (* 1942), britischer Soziologe
- Karl Mannheim (1893–1947), deutsch-britischer Soziologe
- Gabrielle Marceau (* 1960), kanadische Hochschullehrerin
- Thomas H. Marshall (1893–1981), britischer Soziologe
- Zachariah Keodirelang Matthews (1901–1968), südafrikanischer Hochschullehrer in Fort Hare, ANC-Politiker und botswanischer Diplomat
- Ralph Miliband (1924–1994), britischer Staatstheoretiker
- Michio Morishima (1923–2004), japanischer Ökonom
- Otto Pick (1925–2016), tschechischer Politikwissenschaftler
- Jörn-Steffen Pischke, deutscher Ökonom
- Anne Phillips (* 1950), Politikwissenschaftlerin, Professorin für Gender Studies
- Karl Popper (1902–1994), österreichisch-britischer Philosoph
- Lionel Robbins (1898–1984), britischer Ökonom
- Arthur Seldon (1916–2005), britischer Ökonom und Autor
- Richard Sennett (* 1943), amerikanischer Soziologe und Autor
- Rolf Sethe (* 1960), deutscher Rechtswissenschaftler, Ars legendi-Preisträger
- Geoffrey de Ste Croix (1910–2000), britischer Althistoriker
- David Soskice, Ökonom und Varieties-of-Capitalism-Forscher (1998–2000, 2004–2007)
- Nicholas Stern (* 1946), britischer Ökonom, Verfasser des Stern-Report
- Susan Strange (1923–1998), britische Ökonomin und Politikwissenschaftlerin
- Jacob Talmon (1916–1980), israelischer Historiker
- Arnold J. Toynbee (1889–1975), britischer Kulturtheoretiker und Universalhistoriker
- Robert K. von Weizsäcker (* 1954), deutscher Ökonom
- John Westergaard (1927–2014), Britisch-Dänischer Soziologe
- Richard G. Wilkinson (* 1943), britischer Gesundheitswissenschaftler
- Janet Yellen (* 1946), amerikanische Ökonomin
- Lea Ypi (* 1979), albanische Politikwissenschaftlerin

## Manager und Unternehmer
- Josef Ackermann (* 1948), CEO Deutsche Bank[8]
- Waheed Ali (* 1964), britischer Medienunternehmer und Politiker[9]
- Delphine Arnault (* 1975), Managerin und Erbin des LVMH-Holdingkonglomerats[10]
- Gordon Brunton (1921–2017), CEO Thomson Reuters 1966–1984
- Tony Fernandes (* 1964), Gründer und CEO AirAsia und Teamchef des Formel-1-Teams Lotus Racing[11]
- Clara Furse (* 1957), CEO London Stock Exchange[12]
- Stelios Haji-Ioannou (* 1967), zypriotischer Unternehmer und Milliardär, Gründer von Easyjet[13]
- Michael Jeffries (* 1944), CEO Abercrombie & Fitch[14]
- Spiros Latsis (* 1946), griechischer Milliardär und Reederei-Unternehmer[15]
- Adriano B. Lucatelli (* 1966), Schweizer Manager und Unternehmer
- Frank Mattern (* 1961), Deutschland-Chef McKinsey[16]
- David Morgan (* 1947), CEO Westpac 1999–2006, Leiter von JCFlowers London, Direktor BHP Billiton
- Arif Naqvi (* 1960), Gründer und CEO Abraaj Capital, führendes Private-Equity-Unternehmen Arabiens[17]
- Christopher J. Nassetta (* 1967), CEO Hilton Hotels Corporation[18]
- Ruth Porat (* 1958), CFO Morgan Stanley[19]
- Jorma Ollila (* 1950), CEO Nokia 1992–2005, Non-executive Chairman Royal Dutch Shell und Nokia[20]
- Sheila Penrose (* 1946), Aufsichtsratschefin Jones Lang LaSalle, Präsidentin Penrose Group[21]
- Philip J. Purcell (* 1943), CEO Morgan Stanley 1997–2005[22]
- David Rockefeller (1915–2017), Patriarch der Rockefeller-Familie, ehemaliger CEO Chase Manhattan Bank[23]
- Maurice Saatchi (* 1946), Gründer der Werbeagentur Saatchi & Saatchi[24]
- George Soros (* 1930), ungarischer Milliardär und Manager des Hedgefonds Quantum Funds[25]
- Dardan Velija (* 1978), kosovarischer Politikwissenschaftler und Unternehmensberater
- Jim Whitehurst, CEO Red Hat[26]

## Journalisten, Publizisten, Musiker und Autoren
- Anne Applebaum (* 1964), amerikanische Autorin und Journalistin
- Bela Anda (* 1963), PR-Experte, ehemaliger Regierungssprecher und Chef des Bundespresseamts[27]
- Mick Jagger (1943), britischer Musiker, Sänger und Songwriter
- Naomi Klein (* 1970), kanadische Autorin und Globalisierungskritikerin[28]
- Michael Lewis (* 1960), amerikanischer Bestsellerautor (Liar's Poker, The Big Short)[29]
- Enis Maci (* 1993), deutsche Schriftstellerin
- China Miéville (* 1972), britischer Fantasy-Autor und Politaktivist[30]
- Keith Murdoch (1885–1952), australischer Journalist, Vater von Rupert Murdoch
- Tinius Nagell-Erichsen (1934–2007), norwegischer Medienmanager, Herausgeber Aftenposten und Aufsichtsratsvorsitzender der Schibsted-Gruppe 1992–2002[31]
- Aaron Purie (* c.1945), indischer Medienmogul, Gründer und Chefredakteur India Today[32]
- Georg Restle (* 1965), deutscher Fernsehmoderator und Journalist bei dem Politmagazin Monitor[33]
- Steffen Seibert (* 1960), deutscher Fernsehjournalist, ehemaliger Regierungssprecher und Chef des Bundespresseamts[34], Diplomat
- H.G. Wells (1866–1946), britischer Schriftsteller, Historiker und Politaktivist; als Teil der Fabian Society Mitbegründer der LSE

## Andere
- Ilich Ramírez Sánchez alias „Carlos der Schakal“, Terrorist
- Sudhir Sen, indischer Entwicklungsökonom und Agraringenieur